# جائزة أوروبا الكبرى 1983
جائزة أوروبا الكبرى 1983 (بالإنجليزية: 1983 European Grand Prix)‏ هو سباق فورمولا 1
أقيم بتاريخ 25 سبتمبر 1983 في براندز هاتش، المملكة المتحدة، وأحد سباقات بطولة العالم لسباقات الفورمولا واحد موسم 1983، وكان أول المنطلقين إيليو دي انجيليس.
فاز بالمركز الأول  نيلسون بيكيه، وكان صاحب أسرع لفة نايجل مانسيل.